# فيليب سي. وينتيرز
فيليب سي. وينتيرز هو سياسي أمريكي، ولد في 1937. نشط حزبياً في الحزب الجمهوري. وقد انتخب عضو مجلس نواب فيرمونت ‏.